# 单挑
單挑是古代戰爭時，敵我雙方各以一名武將互相比武的一種決鬥方式。
由於只有一個人，戰士通常打到非死即傷才會結束，因此被視為極高風險的戰鬥模式。到了現在，單挑亦演變出兩者互相打鬥的意思，在廣東地區，又被稱為隻揪。
在台灣，又稱為釘孤支，意思是兩個人一對一打架。

## 來源
現代人對單挑的認知起源於明、清年代的小說，當時多本知名小說如西遊記、三國演義等，作者將自己對於戰爭的見解加以誇張化，繼而形成武將與武將間一對一決鬥的情節，為之單挑。

## 軍事上影響
由於前往單挑的武將均可能要付上性命為代價，加上武將在單挑後的勝負將直接決定全軍士氣，故基本上，單挑是一種高風險的決鬥方式。古時大部分戰役亦甚少出現此情況。
到了熱兵器時代，由於兵器及戰術上的進步，單挑所能產生的影響極小，因此這個戰鬥方式幾乎已不存在。

## 常見單挑方式

### 古代中國
首級論功制較長出現在部落型或莊園領土制地區發生，中國秦漢以前均以梟首論功，宋代以後以破軍破陣為上，加上絲路已斷缺乏可供武將單挑的中亞駿馬，較少出現武將單挑的情形；單挑前兩軍會進行叫罵，以增強氣勢。較常見單挑方式為兩名武將在馬上「單挑」，被「斬」下馬者敗。不過於中國歷史上甚少記載武將單挑行為，一般只見於文學小說作品內。

### 中古歐洲
兩位持長矛及穿著盔甲的騎士各騎馬於跑道上的一方。當發施號令後就互相騎馬向對方衝刺，被刺下馬者即敗。

## 著名例子

### 日本
- 宮本武藏與佐佐木小次郎於嚴島的決鬥（巖流島決鬥），但是這次日本劍術的比武以木刀作較量，且此事證據相當薄弱。

### 中国
- 《武經總要》載：唐天寶年間，白孝德戰劉龍仙。
- 《宋史·兵志》載：將軍焦渥獻使一重二十五斤的「鐵槊」，在單挑時揮舞如飛。
- 裴松之于《三国志》中引《英雄记》记载吕布與郭汜曾经于长安城外决斗，吕布的矛刺中郭汜，郭汜的手下前来救援郭汜，才使这场决斗得以终止。
- 《三国志·蜀書·關張馬黃趙傳》載：袁紹派顏良襲擊白馬，曹操親自率軍救援，並命關羽與張遼為前鋒。關羽望見顏良麾蓋，策馬衝鋒，刺殺顏良於萬軍之中，並斬其首，袁軍將領無人能擋，白馬之圍被解，關羽被封為漢壽亭侯。
- 《三國志 太史慈傳》載：時獨與一騎卒遇策（孫策）。策從騎十三，皆韓當、宋謙、黃蓋輩也。慈便前斗，正與策對。策刺慈馬，而攬得慈項上手戟，慈亦得策兜鍪。會兩家兵騎並各來赴，於是解散。
- 《三國志·魏書·張既傳》裴註: 閻行，字彥明，後名艷，金城人也。少有健名，始為小將，隨韓遂。建安初，遂與馬騰相攻擊。行嘗刺超（馬超），矛折，因以折矛撾超項，幾殺之。

### 泰國
- 《泰緬戰象》戰：納黎萱國王與牤一撒哇儲君，納黎萱到脖子割傷牤一撒哇死。

### 古希臘
- 阿基里斯單挑特洛伊王子赫克托耳，最後將他擊斃，並將他的屍體拖在戰車後面繞城示眾。

## 現代的變化
由於現在戰爭變得資訊化及大殺傷力化，失去主帥往往對士氣影響不大，一對一的對決在戰爭中失去其重要性。
然而由於小說等媒體的深遠影響，單挑一詞漸漸變成兩方單對單的毆鬥的意思。